# 14468 Ottostern
14468 Ottostern eller 1993 OS12 är en asteroid i huvudbältet som upptäcktes den 19 juli 1993 av den belgiske astronomen Eric W. Elst vid La Silla-observatoriet. Den är uppkallad efter den tyske fysikern Otto Stern.
Den tillhör asteroidgruppen Nysa.